# Un bon bock
Un bon bock er en fransk animationsfilm fra 1892 af Émile Reynaud.